# Rachid Boudjedra
Rachid Boudjedra (arabiska:رشيد بوجدرة) född 5 september 1941 i Aïn Béïda, är en algerisk författare som har publicerat ett antal dikter, essäer och romaner.

## Biografi
Boudjedra föddes i Aïn Béïda i Algeriet, där han var aktiv i befrielseorganisationen FLN. Han studerade filosofi i Algeriet och vid Sorbonne i Paris. Därefter återvände han till Algeriet för att arbeta som lärare i Blida, men lämnade landet efter att Houari Boumédienne tagit makten. Han bodde i Frankrike mellan åren 1969 och 1972, och därefter i Rabat, Marocko fram till 1975.
Boudjedras verk handlar ofta om rasism, kvinnoförtryck och sexualitet. Boken La Répudiation (1967) gav honom en plötslig uppmärksamhet, både för med vilken styrka han utmanade den traditionella muslimska kulturen i Algeriet och den starka reaktion han fick mottaga på grund av boken. Boken har ett våldsamt språk och handlar om en våldtagen mor och en chauvinistisk far, religiöst hyckleri och politiska övergrepp. På grund av att en fatwa utfärdades mot honom kände han sig tvingad att leva utanför Algeriet. 1992 gav han ut en pamflett mot den islamiska befrielsefronten FIS de la haine.
Han skrev före 1982 huvudsakligen på franska, men efterhand har han övergått till att skriva på arabiska, till exempel är boken Le démantèlement (1982) skriven på arabiska men har senare översatts av honom själv till franska.